# Franz Ott
Franz Ott (* 2. März 1910 in Ottenreuth, Österreich-Ungarn; † 13. August 1998 in Würzburg) war ein katholischer Geistlicher und deutscher Vertriebenenpolitiker.

## Leben
Franz Ott studierte in Prag 1930 bis 1935 Theologie. 1935/36 arbeitete er als Kaplan, 1936/37 leistete er in der Tschechoslowakei seinen Wehrdienst ab. 1938 meldete er sich zum Sudetendeutschen Freikorps, später wurde er Mitglied der SA in Rothau. 1940 löste er sich von seinem kirchlichen Dienstherren und wurde Mitarbeiter beim nationalsozialistischen „Gaustudentenführer“ in Prag. 1942 bis 1945 war er Soldat in der Wehrmacht. Noch kurz vor Kriegsende hielt er in Lazaretten nationalsozialistische Durchhaltereden.
1945 bis 1947 war Ott Benefiziat in Bayern, ihm wurde wegen einer sexuellen Beziehung zu einer jungen Frau jedoch die Jurisdiktion und die Zelebrationserlaubnis entzogen. Nach seiner Übersiedlung nach Württemberg hat er sich dort 1947 „mit lückenhaften Angaben ein Vikariat in Esslingen erschlichen“ (so die offizielle Mitteilung der Diözese Rottenburg). Die kirchlichen Ämter wurden ihm wegen der Aufrechterhaltung seiner von der katholischen Kirche nicht genehmigten Kandidatur zum Deutschen Bundestag durch das Bischöfliche Ordinariat Rottenburg am 10. September 1949 entzogen.
1949 wurde Ott für die Vertriebenenorganisation Notgemeinschaft Württemberg-Baden Bundestagsabgeordneter, da er den Wahlkreis Esslingen mit 1.001 Stimmen Vorsprung und 28,0 % der abgegebenen gültigen Stimmen vor dem SPD-Kandidaten Albert Pflüger gewann. Er schloss sich erst der WAV-Fraktion (4. Mai 1950), dann der BHE/DG-Gruppe (13. Oktober 1950) an und wechselte am 26. März 1952 zur DP. Diese schloss ihn jedoch bereits am 26. Juni 1952 wieder aus, nachdem bekannt geworden war, dass er zumindest eine Frau aus dem Bonner Bundeshaus heraus telefonisch sexuell belästigt hatte.
Nach dem Ende der Legislaturperiode 1953 war seine politische Tätigkeit beendet und er kehrte in kirchliche Dienste zurück, nun in der Diözese Würzburg, wo er als Geistlicher und Religionslehrer tätig war. 1989 wurde Ott zum Monsignore ernannt.